# 長辛店留仏勤工倹学準備班旧址
長辛店留仏勤工倹学準備班旧址（ちょうしんてん りゅうふつきんこうけんがくじゅんびはん きゅうし）は、現在の中華人民共和国北京市豊台区長辛店德善里18号にあり、中華民国初年、留仏勤工倹学準備班の教室だった建物である。

## 留仏勤工倹学運動の歴史
長辛店留仏勤工倹学準備班旧址は北京市豊台区長辛店にある第一中学校敷地内（もともとは長辛店鉄道中学校敷地内）にあり、フランス風の正方形の2階建ての小さな建物で、床面積は251平方メートル。 この建物は元々、京漢鉄道局が汽車室長管理者の郭長泰のために建てた住居だったが、建物が完成した1918年の夏、華仏教育協会の蔡元培と李石曽が介入して、留仏勤工倹学準備班の教室にした。 この準備班は「高等仏語訓練センター長辛店分館工業科」とも呼ばれ、鋳造、機械、ペンチの3つのクラスに分かれ、中国全土から100人以上の研修生が集まり、仕事をしながら勉強する「半工半読」でフランス語を学びながら生産技術を習得した。呉玉章はかつて長辛店機関車工場で実習しながら、フランス語を学んだ。この学生たちは1918年の夏に入学し、1919年の冬にフランスに向かった。準備班の間、当時フランスで湖南省留仏勤工倹学運動の指導者の一人であった毛沢東が、1918年の冬と1919年の3月の2回、湖南省の研修生を訪ねてきたことがある。

## 中国建国に尽力した留学生たち
1984年、「長辛店留仏勤工倹学旧址」は北京市文物保護単位第1陣に指定されが、建物は老朽化し、屋根は雨漏りし、外壁は剥がれ落ち、深刻な虫害に見舞われていた。 2001年、北京市文化局と豊台区人民政府は特別資金を投入して、この建物を修繕した。2001年6月、長辛店留仏勤工倹学の学校跡地の修繕工事の完成式が行われ、同時に昌信甸で「中国共産党創建80周年記念留仏勤工倹学歴史展覧会」が開催された。
それ以来、常設展がその跡地に設置され、中学生や高校生がこぞって訪れている。展示内容は、「第一部：時代の流れに適応したフランスでの教育創発、第二部：救国の真理を探究し、フランス滞在のクライマックスを迎える、第三部：困難と危険に直面しながらも、職場体験にこだわる、第四部：祖国の闘争と連帯し、党組織を設立する、第五部：中国革命に尽力し、帰国する奨学生」に分かれている。
2013年、長辛店留仏勤工倹学準備班旧址は、「長辛店二七大ストライキ」旧址の一部に指定され、国家重点文物保護単位第7陣の一つに指定された。